# Hellcity 13 (band)
Hellcity 13 is een Finse hardrock-band opgericht in 2007. Het eerste album van de band heet Hellcity 13 en is uitgebracht op 24 oktober 2007. Hun genres zijn pop-, hard-, glam-, gothic en gewone rock.

## Discografie

### Albums
Hellcity 13, uitgebracht op 24 oktober 2007.

### Video's
In Love With Love (2007) (waarin de bassist van Lordi, Ox, ook een rol speelt).

## Bandleden
- Mika - Zang
- Susannah - Zang
- LL Stud - Gitaar
- Tommi Mikael - Gitaar
- Mr. Kess - keyboard
- JJ Hjelt - Basgitaar
- Pitkä - Drums